# Liste der Baudenkmäler im Kölner Stadtteil Bilderstöckchen
Die folgende Liste enthält die in der Denkmalliste ausgewiesenen Baudenkmäler auf dem Gebiet des Stadtteils Köln-Bilderstöckchen, Stadtbezirk Köln-Nippes, Nordrhein-Westfalen.
Hinweis: Die Reihenfolge der Baudenkmäler in dieser Liste orientiert sich an den Straßennamen und ist alternativ nach Hausnummern, Denkmallistennummer oder Bezeichnung sortierbar.
Basis ist die offizielle Kölner Denkmalliste (Stand: 16. August 2012), die Baudenkmäler und Denkmalbereiche auflistet. Dabei kann es sich beispielsweise um Sakralbauten, Wohn- und Fachwerkhäuser, historische Gutshöfe und Adelsbauten, Industrieanlagen, Wegekreuze und andere Kleindenkmäler sowie Grabmale und Grabstätten, die eine besondere Bedeutung für die Geschichte Kölns haben, handeln. Grundlage für die Aufnahme in die offiziellen Denkmallisten ist das Denkmalschutzgesetz Nordrhein Westfalens.

| Bild                           | Bezeichnung                                                                   | Lage                                            | Beschreibung              | Bauzeit | Einge- tragen seit | Denk- mal- nr. |
| ------------------------------ | ----------------------------------------------------------------------------- | ----------------------------------------------- | ------------------------- | ------- | ------------------ | -------------- |
| Fotos hochladen                | Kleindenkmal (Bildstock)                                                      | Bilderstöckchen Am Bilderstöckchen o. Nr. Karte |                           |         | 1. Juli 1980       | 401            |
| weitere Bilder Fotos hochladen | Kirche St. Franziskus                                                         | Bilderstöckchen An St. Franziskus 2 Karte       | Architekt: Hans Schilling |         | 15. Januar 2003    | 8604           |
| weitere Bilder Fotos hochladen | Parkanlage                                                                    | Bilderstöckchen Blücherpark o. Nr. Karte        |                           |         | 1. Juli 1980       | 407            |
| Fotos hochladen                | Wohnhaus                                                                      | Bilderstöckchen Escher Str. 71                  |                           |         | 27. Mai 1982       | 1024           |
| Fotos hochladen                | Wohnhaus                                                                      | Bilderstöckchen Escher Str. 73                  |                           |         | 20. Dezember 1983  | 1942           |
| Fotos hochladen                | Wohn- und Geschäftshaus                                                       | Bilderstöckchen Escher Str. 75                  |                           |         | 10. Januar 1995    | 7308           |
| Fotos hochladen                | Wohnhaus                                                                      | Bilderstöckchen Geldernstr. 12                  |                           |         | 6. Dezember 1985   | 3361           |
| Fotos hochladen                | Allee                                                                         | Bilderstöckchen Geldernstr. o. Nr.              |                           |         | 1. Juli 1980       | 417            |
| Fotos hochladen                | ehem. Friedhof                                                                | Bilderstöckchen Geldernstr. o. Nr. Karte        |                           |         | 1. Juli 1980       | 418            |
| Fotos hochladen                | Hofanlage Heckhof                                                             | Bilderstöckchen Heckhofweg 146                  |                           |         | 27. September 1983 | 1622           |
| Fotos hochladen                | Wohnhaus                                                                      | Bilderstöckchen Kaiserswerther Str. 1           |                           |         | 29. Februar 1988   | 4465           |
| Fotos hochladen                | Wohnhaus                                                                      | Bilderstöckchen Kaiserswerther Str. 3           |                           |         | 19. September 1989 | 5258           |
| Fotos hochladen                | Wohnhaus                                                                      | Bilderstöckchen Kaiserswerther Str. 4           |                           |         | 7. November 1984   | 2749           |
| Fotos hochladen                | Wohnhaus                                                                      | Bilderstöckchen Kaiserswerther Str. 5           |                           |         | 1. Februar 1988    | 4432           |
| Fotos hochladen                | Wohnhaus                                                                      | Bilderstöckchen Kaiserswerther Str. 6           |                           |         | 12. Februar 1985   | 2795           |
| Fotos hochladen                | Wohnhaus                                                                      | Bilderstöckchen Kaiserswerther Str. 7           |                           |         | 24. März 1988      | 4540           |
| Fotos hochladen                | Wohnhaus                                                                      | Bilderstöckchen Kaiserswerther Str. 8           |                           |         | 7. November 1984   | 2750           |
| Fotos hochladen                | Wohnhaus                                                                      | Bilderstöckchen Kaiserswerther Str. 9           |                           |         | 16. März 1988      | 4502           |
| Fotos hochladen                | Wohnhaus                                                                      | Bilderstöckchen Kaiserswerther Str. 10          |                           |         | 7. November 1984   | 2751           |
| Fotos hochladen                | Wohnhaus                                                                      | Bilderstöckchen Kaiserswerther Str. 12          |                           |         | 7. November 1984   | 2752           |
| Fotos hochladen                | Wohnhaus                                                                      | Bilderstöckchen Kaiserswerther Str. 14          |                           |         | 7. November 1984   | 2753           |
| weitere Bilder Fotos hochladen | Bahnbetriebswerk Nippes, seit 1987 Sitz des Rheinischen Industriebahn-Museums | Bilderstöckchen Longericher Str. 214 Karte      |                           |         | 11. Januar 1996    | 7734           |
| Fotos hochladen                | Kleindenkmal (Bildstock)                                                      | Bilderstöckchen Longericher Str. o. Nr. Karte   |                           |         | 1. Juli 1980       | 401            |
| Fotos hochladen                | Schule                                                                        | Bilderstöckchen Osterather Str. 13              |                           |         | 1. Juli 1980       | 455            |